# Humphrey Gilbert
Sir Humphrey Gilbert (n. c. 1539 – d. 9 septembrie 1583)
din Devon, Anglia a fost frate pe jumătate (din partea mamei) cu Sir Walter Raleigh. Aventurier, explorator, parlamentar și ofițer, a activat în timpul domniei reginei Elisabeta I și a fost un pionier al colonizării Irlandei și Americii de Nord de către englezi.